# Íþróttafélagið Fylkir (calcio femminile)
L'Íþróttafélagið Fylkir Kvenna, conosciuto anche semplicemente come Fylkir, è la squadra di calcio femminile della polisportiva islandese Íþróttafélagið Fylkir, con sede ad Árbær, quartiere (hverfi) della Capitale Reykjavík. Iscritta per la stagione 2018 alla 1. deild kvenna, il secondo livello del campionato islandese di calcio ferminile, ha partecipato numerose stagioni alla Úrvalsdeild kvenna, il massimo campionato nazionale, l'ultima volta ininterrottamente dal 2013 al 2017.

## Palmarès
- campionato islandese femminile di seconda divisione: 3

????, ????, 2012